# هارفي جونز
هارفي جونز (بالإنجليزية: Harvey Jones)‏ (16 أغسطس 1936 المملكة المتحدة - ) هو لاعب كرة قدم بريطاني.